# Сніжко Сергій Іванович
Сніжко Сергій Іванович (*18 березня 1958 року) — український гідрометеоролог, гідрохімік, доктор географічних наук, професор, завідувач кафедри метеорології та кліматології географічного факультету Київського національного університету імені Тараса Шевченка.
Заслужений працівник освіти України.
Учасник ліквідації аварії на Чорнобильській АЕС (1986 р).

## Біографія
Народився 18 березня 1958 року в селі Старе Бориспільського району Київської області. Закінчив в 1980 році географічний факультет Київського державного університету. Працює в ньому з 1979 року інженером, молодшим науковим співробітником, старшим науковим співробітником, доцентом кафедри гідрології та гідрохімії, завідувачем кафедри метеорології та кліматології. Кандидатська дисертація на тему «Особливості формування біогенного стоку річок басейну Дніпра» захищена в 1989 році в Гідрохімічному інституті Державного комітету СРСР з гідрометеорології (м.Ростов-на-Дону). Докторська дисертація «Теорія та методи аналізу регіональних гідрохімічних систем» захищена в 2002 році. Викладає спеціальні курси з гідрології, гідрохімії, хімії атмосфери, статистичних методів обробки гідрометеорологічної інформації.
Працював за кордоном:
- Вестфальський університет (1994–1995, 1999),
- Федеральний інститут гідрології, Гесенське міністерство охорони довкілля (1999),
- Потсдамський університет (2006, 2013, 2021),
- Кембриджський університет (2008).
- Віденський технічний університет (2022)

Навчався та стажувався в:
- 2019 р. – Університет Кейптауна (Південно-Африканська Республіка)/Данський технологічний університет (Данія) – тренінг з розробки технологій адаптації до зміни клімату.
- 2018 р. – Центрально-Європейський університет м. Скаліце (Словаччина). Тренінг з трансферу знань та комерціалізації наукових досліджень.
- 2017 р.- Університет Хельсінкі (Фінляндія), станція глобального моніторингу атмосфери Хьютіала (вивчення системи глобального моніторингу навколишнього природного середовища).
- 2017 р. Пловдівський аграрний університет (Болгарія) – тренінг зі створення персонального навчального середовища
- 2006р. – Регіональний навчальний центр Всесвітньої метеорологічної організації (ВМО) у Туреччині – курси з методики викладання метеорології, зміни клімату,чисельних методів прогнозування погоди.
- 2006р. – Регіональний навчальний центр Всесвітньої метеорологічної організації (ВМО) у Нанкіні (Китай) – курси з  гідрометеорологічних катастроф.
- Потсдамський інститут клімату (2006,2013).

Член Національного комітету України з Міжнародної гідрологічної програми ЮНЕСКО, експертної ради Вищої атестаційної комісії, 2 спеціальних рад по захисту дисертацій, Національного метеорологічного комітету з гідрометеорології Міністерства науки і освіти України.
Член редакційних колегій наукових журналів:
- «Український гідрометеорологічний журнал»,
- «Метеорологія, кліматологія і гідрологія»,
- «Гідрологія, гідрохімія та гідроекологія»,
- "Фізична географія та геоморфологія",
- «Картографія та вища школа» та інших.

Експерт The Times Higher Education World University Rankings.

## Міжнародні наукові проєкти
2023-2026 рр. - Проєкт  "Climate University for Virtual Exchanges (CLUVEX)" європейської програми ERASMUS+ 
 (ERASMUS-EDU-2022-VIRT-EXCH-NDICI)
З 2019 р. Pan-Eurasian Experiment (PEEX)
2019 –2021рр. Національний консультант проєкту UNEP "Technology Needs Assessment».
https://tech-action.unepdtu.org/country/ukraine.
2017 р. Підготовчий проєкт для створення консорціуму та розробки проєкту для участі у  конкурсі EU HORIZON-2020 MARIE SKŁODOWSKA CURIE ACTIONS проєкт для European Training Network (ETN) “ECHO-MAC: Environmental Change and Hydro-geOmorphic risks in Europe: Learning from cross-country approaches in Mediterranean, Alpine and Carpathian regions” (EU proposal 813686 – ECHO-MAC).
2016-2019 рр. Локальний менеджер проєкту ЕРАЗМУС+ 561975-EPP-1-2015-1-FI-EPPKA2-CBHE-JP «Adaptive learning environment for competence in economic and societal impacts of local weather, air quality and climate». https://ecoimpact.knu.ua.
2015 р. Проєкт програми “HORIZON-2020”  з організаційного забезпечення підготовки проєктів та створення проєктних команд з країн, що підпадають під дію програми співробітництва ASEAN-EU.
2015 р. Проєкт «Impact of heat waves (HWs) on air pollution». Фінансування -Метеорологічна служба Франції (MeteoFrance).
2014 р. Проєкт Регіонального екологічного центру Центральної та Східної Європи (REC for CEE) «Адаптація міст до змін клімату». Фінансування – REC for CEE.
2014 р. Проєкт програми “7th Framework Programme”  “Climate Change for the Identification of Relevant Sub-Themes and Topics for the EU-EaP STI Cooperation». Фінансування: Міжнародний іноваційно-технологічного центру міжнародних та регіональних досліджень (CeRISS).
2013 р. Проєкт Німецького служби академічних обмінів (DAAD) “Оцінка впливу кліматичних змін на водні ресурси України».
2012 р. Німецько-український проєкт «Розробка атласу водних ресурсів Західної України в умовах зміни клімату». Фінансування – Державний Комітет України з питань науки і технологій.
2008 р. Спільний проєкт Кембриджського університету та Інституту відкритого суспільства «Chemistry of Atmosphere and Climate Change”. Виконувався в Центрі атмосферних наук Кембриджського університету (м. Кембридж, Велика Британія).
2000-2002 рр. Національний експерт проєкту Міністерства охорони навколишнього середовища та ядерної безпеки Німеччини «Інвентаризація точкових та дифузних джерел емісії азоту та фосфору транскордонного річкового басейну».
1998-2002 рр. Експерт проєкту «1997 TACIS CBC Programme: Bug and Latorica/Uzh Transboundary Water Quality Monitoring and Assessment (ENVREG9702)», керівник міжнародної гідрохімічної експедиції. Фінансування – програма ЄС TACIS.

## Вітчизняні наукові проєкти
2018-2020 рр. Держбюджетна НДР № 018БП050-01 «Гідроекологічна оцінка та прогноз гідроенергетичного потенціалу річок України в умовах кліматичних змін». Фінансування – Міністерство освіти, науки, молоді та спорту України.
2016 -2017 рр. Держбюджетна НДР №16БП050-01  «Гідроекологічна оцінка енергетичного потенціалу річок басейну Дніпра (в межах України) в умовах змін клімату». Фінансування – Міністерство освіти, науки, молоді та спорту України.
2014-2015 рр. Держбюджетна НДР № 14БП050-01. «Гідроекологічна оцінка та прогноз енергетичного потенціалу річок Українських Карпат». Фінансування – Міністерство освіти, науки, молоді та спорту України.
2013р. Науковий проєкт “Розробка кліматичної стратегії м.Києва». Фінансування: КМДА, м.Київ.
2012 р. Держбюджетна НДР «Розробити принципи і методи басейнової оцінки впливу кліматичних змін на водний стік». № ДР 0108U005988. Фінансування – Міністерство освіти, науки, молоді та спорту України.
2010–2012 рр. НДР   “Прогноз водних ресурсів України на ХХІ століття в умовах зміни клімату та розробка стратегії адаптації водного господарства до змін клімату» Фінансування: Агентство водних ресурсів України

## Наукові та державні відзнаки
2024 р. Науковий грант Австрійської Академії наук
2022-2023 рр. Науковий грант "VolkswagenStiftung" для виконання досліджень в рамках проекту “Analysis of the availability of water resources in Ukraine taking into account climate variability for the reconstruction of the destroyed water sector in the postwar period”.
2022 р. Науковий грант Австрійської Академії наук
2021 р. – Науковий грант Німецької служби академічних обмінів
2021 р. - Почесна грамота Ректора КНУ імені Тараса Шевченка
2019 р. - Відзнака Вченої ради Київського національного університету імені Тараса Шевченка   
2018 р. Заслужений працівник освіти України (Указ Президента України № 188/2018 від 27 червня 2018 р.) 
2017 р. Відмінник освіти України
2013 р. – Науковий грант Німецької служби академічних обмінів
2010 р. – Почесна грамота Ректора КНУ імені Тараса Шевченка
2009 р. – Премія ім. Т.Шевченка (КНУ) за кращу наукову роботу
2008 р. – Науковий грант Кембриджського університету та Інституту відкритого суспільства
2006 р. – Науковий грант Німецької служби академічних обмінів
1999 р. – Науковий грант Німецької служби академічних обмінів
1994-1995 рр. – Науковий грант Німецької служби академічних обмінів
2004 р. – звання «Почесний працівник Гідрометслужби України»
1986 р. – знак «Учасник ліквідації аварії на Чорнобильській АЕС»

## Наукові праці
Сфера наукових досліджень: хімія гідросфери та атмосфери, гідрометеорологічні аспекти змін клімату.
Автор та співавтор 250 наукових і навчально-методичних робіт, у тому числі 30 книг.  Основні видання: 
наукові монографії «Hydropower Potential Assessment Mountain Rivers of the Ukrainian Carpathians (2021 р., у співавторстві з Ободовським О.Г. та ін.)» та «River Runoff in Ukraine Under Climate Change Conditions» (2020, у співавторстві з Ободовським О.Г. та ін.); «Природничі проблеми національної безпеки України у викликах новітньої історії» (2019, у співавторстві з Стецюком В.В. та ін.), «Гідролого-гідрохімічні характеристики річок Житомирського Полісся в умовах глобального потепління» (2017, у співавторстві з Павельчуком Є.М.), «Зміна клімату міста Києва: проблеми та шляхи їх запобігання» (2014, у співавторстві з Базилевичем В.Д., Купаловою Г.І., Шевченко О. Г. та  ін.), «Урбометеорологічні аспекти забруднення атмосферного повітря великого міста»( 2011, у співавторстві з Шевченко О.Г.), «Теорія і методи аналізу регіональних гідрохімічних систем» (2005), «Harmonised Inventory of Point and Diffuse Emissions of Nitrogen and Phosphorus for a TransboundaryRiver Basin» (Berlin,2003 у співавторстві з Schreiber H., Constantinescu L.T., Cvitanic I. et.al.), «Гідрохімія та радіогеохімія річок і боліт Житомирської області» (Житомир, 2002, у співавторстві з Орловим О.О., Закревським Д.В., та ін.); 
підручники  «Економічна метеорологія» (2019, у співавторстві з Шевченко О.Г. та Вітренко А.О.); "Хімія атмосферних аерозолей" (2019, у співавторстві з  Олійником Р.В.), «Практикум з метеорології та кліматології» (2018, у співавторстві з Шевченко О. Г. та Круківською А.В.),  «Метеорологія» (2009, у співавторстві з Паламарчук Л.В. та Затулою В.І.), «Динамічна метеорологія» (2009, у співавторстві з Прусовим В.А.), «Математичне моделювання атмосферних процесів» (2006, у співавторстві з Прусовим В.А.), «Оцінка та прогнозування якості природних вод» (2001), «Інженерна гідрохімія» (2001).